# Station Drayton Green
Drayton Green is een spoorwegstation van National Rail in Ealing in Engeland. Het station is eigendom van Network Rail en wordt beheerd door Great Western Railway.

## Treinverbindingen
- Great Western Railway London Paddington naar Greenford.
  - 2 treinen per uur stoppen in London Paddington, Acton Main Line, Ealing Broadway, West Ealing, Drayton Green, Castle Bar Park, South Greenford en Greenford.

Er rijdt geen trein op zondag van dit station.

## Busverbinding
| Lijn | Route                                                                                                |
| ---- | --- |
| E1   | Greenford Broadway - Drayton Green - West Ealing - Ealing Broadway                                   |
| E11  | Greenford Broadway - Castle Bar Park - Drayton Green - West Ealing - Ealing Broadway - Ealing Common |